# Carlos Lema Garcia

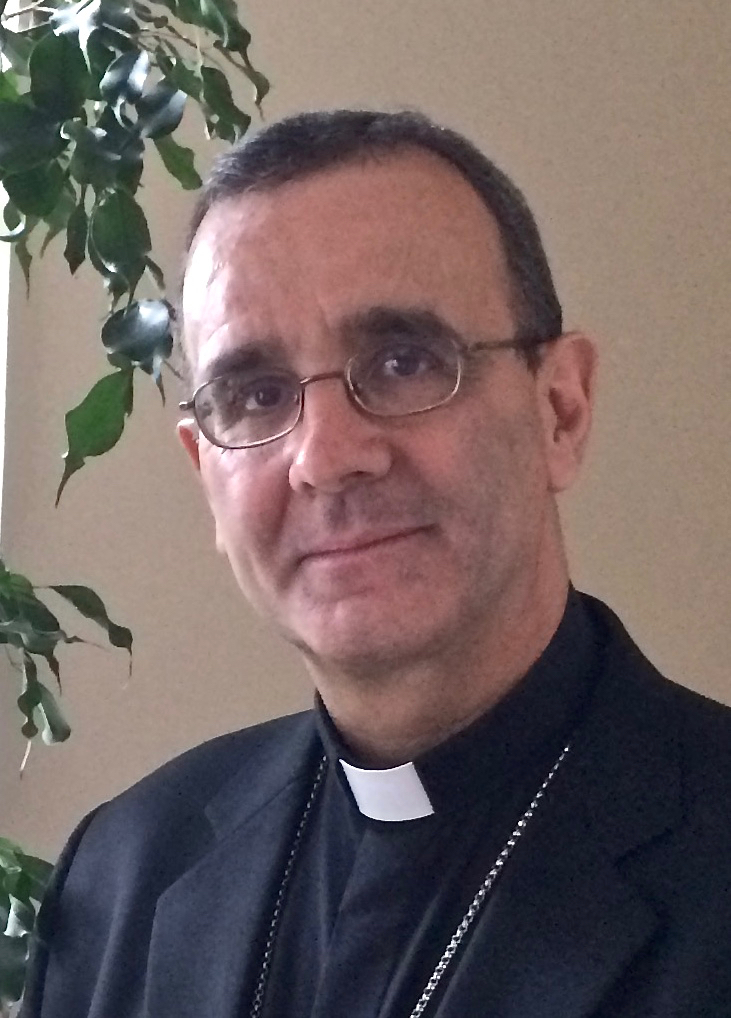
Mons. Carlos Lema Garcia

Wappen von Carlos Lema Garcia

Carlos Lema Garcia (* 30. Juni 1956 in São Paulo, Brasilien) ist Weihbischof in São Paulo.

## Leben
Carlos Lema Garcia trat der Personalprälatur Opus Dei bei und empfing am 2. Juni 1985 das Sakrament der Priesterweihe.
Am 30. April 2014 ernannte ihn Papst Franziskus zum Titularbischof von Alava und bestellte ihn zum Weihbischof in São Paulo. Der Erzbischof von São Paulo, Odilo Pedro Kardinal Scherer, spendete ihm am 29. Juni desselben Jahres die Bischofsweihe; Mitkonsekratoren waren der emeritierte Bischof von Nova Friburgo, Rafael Llano Cifuentes, und der Bischof von Campos, Roberto Francisco Ferrería Paz.